# Georges Boillot
Georges Louis Frédéric Boillot, född den 3 augusti 1884 i Valentigney, död den 19 maj 1916 i Vadelaincourt, var en fransk racerförare och stridspilot.
Boillot tävlade för Peugeot och vann Frankrikes Grand Prix två år i rad 1912 och 1913. Han körde även Indianapolis 500.
När första världskriget bröt ut tog han värvning i flygvapnet som pilot. Han blev nedskjuten över Bar-le-Duc och avled av sina skador.